# Antoine van Beaujeu
Antoine van Beaujeu (1343 - Montpellier, 1374) was heer van Beaujeu in het hertogdom Bourgondië. Hij was een Franse ridder tijdens de Honderdjarige Oorlog.

## Levensloop

Frankrijk rond 1360

Antoine was de zoon van Édouard I van Beaujeu en Marie du Thil. Zijn vader stierf in 1351 op het slagveld in Ardres, tijdens de strijd tegen de Engelsen. In 1356 werd koning Jan II van Frankrijk door de Engelsen gevangen genomen in de Slag bij Poitiers. Ook Beaujeu moest een deel van het enorme losgeld voor de koning opbrengen. Dit werd bekostigd door belastingen en dit leidde tot onlusten onder de bevolking van Beaujolais. Zijn moeder, die optrad als zijn voogd, slaagde er kundig in deze onlusten te onderdrukken. Het kasteel van Beaujeu werd belegerd door Grandes Compagnies ondersteund door de Engelsen, maar het kasteel viel niet.
In 1361 trad Antoine toe tot het leger van de Franse koning en vocht onder veldheer Bertrand du Guesclin. Antoine was niet voortdurend op campagne. Hij keerde naar Beaujolais terug om zijn belangen in Dombes te verdedigen. Hij verleende in 1370 ook een nieuw stadscharter aan Villefranche. In 1373 vertrok hij naar Languedoc voor een nieuwe militaire campagne tegen de Engelsen. Daar stierf hij in 1374 te Montpellier. In de Grandes Chroniques de France werd hij genoemd als "un des plus beaux chevaliers de ce royaume".

## Opvolging
Antoine van Beaujeu huwde in 1362 met Beatrix van Chalon. Bij zijn dood op 31-jarige leeftijd was hij kinderloos. Hij duidde zijn neef Édouard van Perreux aan als zijn erfgenaam. Die volgde Antoine op als Édouard II van Beaujeu.